# Аскайнен
А́скайнен (фин. Askainen), или Ви́ллнэс (швед. Villnäs) — бывшая община на юго-западе Финляндии. Ранее являлась самостоятельной общиной, с 1 января 2009 года входит в состав общины Маску.
Население составляло на 2004 год 938 человек, площадь общины была 61,52 км² (в том числе водная поверхность — 0,28 км²). Плотность населения составляла 15,3 человека на 1 км².

## Известные уроженцы
- Карл Густав Эмиль Маннергейм — финский военный и политический деятель, 6-й Президент Финляндии.